# Medaka Box
Medaka Box (japanisch めだかボックス Medaka Bokkusu) ist ein japanischer Shōnen-Manga, der von Nisio Isin geschrieben und von Akira Akatsuki gezeichnet wurde. Die Hauptfiguren Medaka Kurokami, Zenkichi Hitoyoshi, Kōki Akune und Mogana Kikaijima sind Mitglieder des Schülerrates und müssen verschiedene Abenteuer für die Verbesserungsvorschläge der Akademiemitgliedern bestehen.

## Inhalt
Im Mittelpunkt der Geschichte steht die attraktive Medaka. Als Schülerin der Hanokiwa Academy erreicht sie sowohl im akademischen als auch sportlichen Bereich stets Bestleistungen. Sie wird mit überwältigender Mehrheit zur Präsidentin des Schülerrates gewählt. Zu Beginn der Geschichte führt sie in ihrer Rolle als Präsidentin einen Briefkasten für Wünsche und Verbesserungsvorschläge ein, der allen Studenten jederzeit zur Verfügung steht. Zusammen mit den übrigen Mitgliedern des Studentenrates – Zenkichi, Akune und Kikaijima – stellt sich Medaka den Herausforderungen in der Schule und versucht stets die Probleme der Schüler, welche oft von übernatürlicher Art sind und Kämpfe erfordern, zu lösen.

## Veröffentlichung

### Manga
Die Mangaserie wurde von Nisio Isin geschrieben und von Akira Akatsuki illustriert. Medaka Box erschien zwischen dem 11. Mai 2009 und dem 27. April 2013 in der japanischen Zeitschrift Shūkan Shōnen Jump bei Shūeisha. Vom 2. Oktober 2009 bis zum 4. September 2013 hat Shūeisha die Kapitel in 22 Sammelbänden zusammengefasst. Der dritte dieser Bände verkaufte sich in den ersten beiden Wochen nach Veröffentlichung über 96.000 mal, der letzte Band erreichte in der gleichen Zeit über 108.000 Verkäufe.
Der Manga wurde in mehrere Sprachen übersetzt: eine französische Fassung erschien bei Editions Tonkam, eine spanische bei Editorial Ivréa, eine italienische bei GP Manga und eine chinesische bei Tong Li Publishing.

### Anime
Eine von Gainax produzierte Adaption als Anime wurde im September 2011 vom Schöpfer der Mangaserie angekündigt. Sie entstand unter der Regie und nach einem Drehbuch von Shōji Saeki. Ikuo Kuwana entwarf das Charakterdesign und die künstlerische Leitung lag bei Yukie Abe. Die Animationsarbeiten leitete Sumie Kinoshita und für den Ton war Jun Watanabe verantwortlich.
Die ersten 12 Folgen liefen vom 5. April bis 4. Juni 2012 bei TV Tokyo. Eine zweite Staffel mit dem Titel Medaka Box Abnormal folgte vom 11. Oktober bis 27. Dezember 2012 beim gleichen Sender. Mehrere Streamingdienste zeigten den Anime in englischsprachigen Ländern. Sentai Filmworks lizenzierte die Serie und brachte sie im September 2013 sowohl in digitalen als auch in Heimvideoformaten heraus.

#### Synchronisation
| Rollen             | japanische Sprecher (Seiyū) | deutsche Synchronisation |
| ------------------ | --------------------------- | ------------------------ |
| Medaka Kurokami    | Aki Toyosaki                | Ilona Brokowski          |
| Zenkichi Hitoyoshi | Yuki Ono                    | Fabian Kluckert          |
| Hansode Shiranui   | Emiri Katō                  | Emilia Schüle            |
| Mogana Kikaijima   | Ai Kayano                   | Nina Kunzendorf          |
| Kōki Akune         | Daisuke Namikawa            | Kenji Nakagami           |
| Maguro Kurokami    | Junichi Suwabe              | Antonio Rüdiger          |
| Najimi Ajimo       | Nana Mizuki                 | Alice Bauer              |
| Myori Unzen        | Romi Park                   |                          |

#### Musik
Die Musik der beiden Staffeln wurde komponiert von Tatsuya Katō. Die Vorspannlieder sind:
- Happy Crazy Box von Minami Kuribayashi
- Believe von Kuribayashi Minami
- Want to Be Winner! von Megumi Ogata

Die Abspannlieder sind Ohanabatake ni Tsuretette (お花畑に連れてって) von Aki Toyosaki und Shugoshin Paradox von Misato Aki.